# UB-6号潜艇
陛下之UB-6号艇是德意志帝国海军于第一次世界大战期间建造的UB-I型近岸作战潜艇或称U艇的六号艇。它由基尔的日耳曼尼亚船厂承建，自1914年11月22日开始铺设龙骨。其全长略大于28米，水面及水下排水量分别为127吨和142吨，艇载武器除两具450毫米的艇艏鱼雷发射管外，还有一挺安装在甲板上的机枪。完工后的艇体被拆解成若干部分并通过铁路运输至安特卫普进行重新组装。它于1915年3月下水，并至4月以UB-6号之名正式入役。
UB-6号的整个役期都是在佛兰德潜艇区舰队度过的，并于1915年5月击沉了英国驱逐舰募兵号，取得其所在部队的首个军舰战功。到1916年9月，该艇又击沉了15艘商船，另有2艘被击伤，以及1艘作为战利品被缴获。1917年3月12日，UB-6号因指挥官的导航错误而在默兹河附近搁浅，艇只及其船员遭中立国荷兰扣留，并被带到海勒富茨勒伊斯。六天后，UB-6号被其船员凿沉，这些船员则一直被关押至战争结束。UB-6号的残骸于1919年被割让予法国，1921年7月在布雷斯特拆解报废。

## 设计及建造

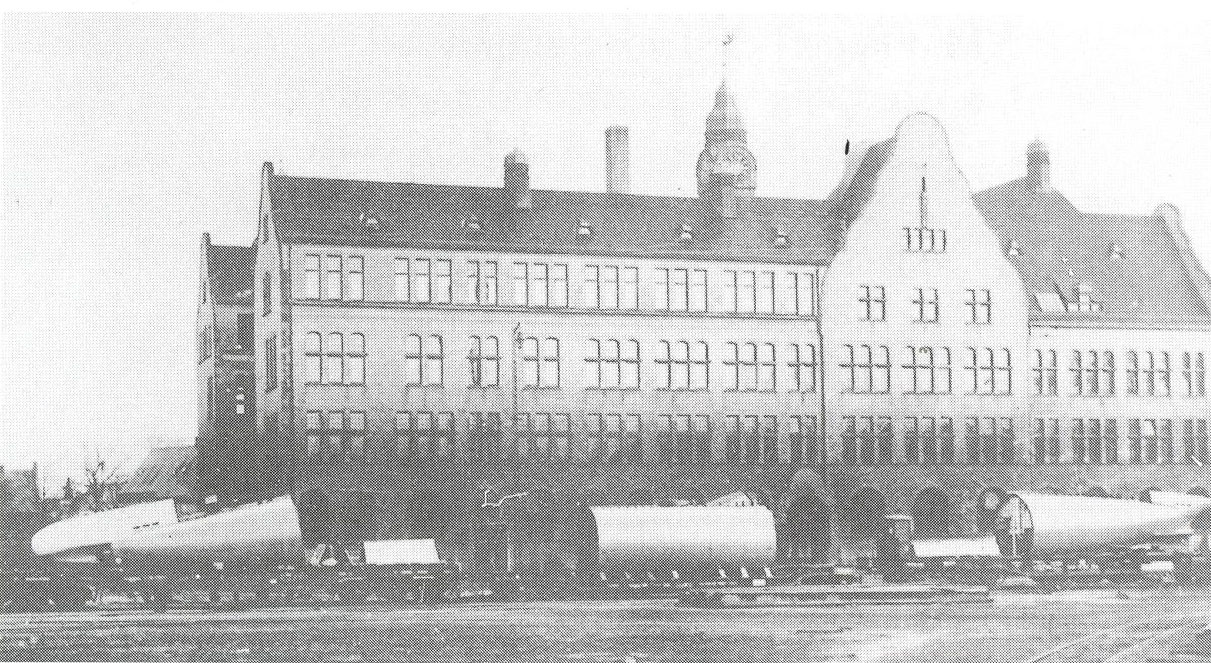
准备号进行铁路运输的UB-I型潜艇

在第一次世界大战初期，随着德意志帝国陆军沿北海海岸快速推进，比利时佛兰德沿岸的安特卫普、泽布吕赫和奥斯坦德等港口相继落入德国人手中，这大大方便了德军潜艇遣出英吉利海峡的作战行动。然而，帝国海军当时却缺乏适合在佛兰德周边狭窄的浅海中行动的U艇。为此，1914年8月中旬开始设计的“34号工程”催生出了UB-I型潜艇，这是一种可以通过铁路运输发往作战港口并能够迅速组装的小型近岸潜艇。为满足铁路限界的要求，UB-I型的设计需要艇长在28米左右，排水量约125吨，并装备两具鱼雷发射管。UB-6号是由国家海军办公室作为首批八艘UB-I型潜艇（UB-1至UB-8号）的一部分，于1914年10月15日向基尔日耳曼尼亚船厂订购，此时距离该艇型的设计启动尚不足两个月。
UB-6号自1914年11月22日开始在日耳曼尼亚船厂铺设龙骨。竣工时，UB-6号的全长为28.10米，舷宽3.15米，有3.03米的吃水深度。它搭载有一台功率为45千瓦特（60匹軸馬力）的戴姆勒四缸四冲程柴油发动机用于水面运行，以及一台89千瓦特（119匹軸馬力）的西门子-舒克特电动发电机用于水下航行；两者都与一副单螺旋桨轴相连，可分别提供最高6.47節（11.98每小時）的水面航速和最高5.51節（10.20每小時）的水下航速。在更匀速的状态下，它可以连续在水面航行1,650海里（3,060）而无需加油，或连续在水下航行45海里（83）而无需充电。与同型的所有姊妹艇一样，UB-6号的潜航深度为50米，可以在33秒内完全潜入水中。
在武器装备方面，UB-6号内置有两具450毫米的艇艏鱼雷发射管，可装载2枚C/03型鱼雷，舰桥前部的甲板上则设有一挺可拆卸的8毫米机枪。其标准船员编制为1名军官加13名水兵。
在日耳曼尼亚船厂的建造完成后，UB-6号已准备好用于铁路运输。铁运的过程包括将潜艇拆解成一个实质上的散装套件。每艘艇被分成大约15块，其中艇体分解为三部分装在平板车上，舰桥、蓄电池和上层建筑中的相关设备装入另外五节车厢中。1915年初，UB-6号的部件被运到安特卫普的霍博肯进行组装，通常需要耗时两至三周。当至1915年3月完成组装并下水后，该艇再被装入浮箱由两艘驳船拖曳，用时五天半沿斯海尔德河西下、并穿过根特－布鲁日运河送抵泽布吕赫的作战港口进行海试。

## 服役初期
1915年3月23日，UB-6号在首次担任U艇艇长、时年29岁的海军中尉埃里希·黑克尔的指挥下正式入役。该艇很快便与其它UB-I型潜艇集结，于3月29日组成佛兰德区舰队。当UB-6号入列时，德国正处于自2月发动的第一轮潜艇攻势之中。在这场战役期间，所有出现在德国划定的战区内的敌方舰船都将被击沉，该战区涵括了英国周边的所有水域（含英吉利海峡）。中立国的船舶则不得受到攻击，除非它们确实能被认出是悬挂假旗航行的敌对船舶。
佛兰德区舰队的UB-I型潜艇最初仅限于在北海南部，即英国与荷兰、比利时之间的霍夫登水域巡逻。尽管UB-4号于1915年4月9日领衔了新区舰队的首次出击并取得首个战功（击沉商船），但UB-6号则代表该部队击沉了首艘军舰。5月1日，黑克尔在加洛珀灯船西南约30海里（56）处发现两艘老旧的英国海军驱逐舰黄铜号和募兵号。正午前不久，UB-6号发射了一枚鱼雷击中募兵号，并将这艘排水量为335吨的舰只一分为二，造成34人阵亡；26人获救。一个月后，即6月1日，UB-6号又摧毁了其袭击生涯中遭遇的最大型船舶——英国货轮萨蒂赫号（Saidieh），容积总吨为3303吨。当UB-6号在泰晤士河入海口将其击沉时，萨蒂赫号正载着洋葱和棉籽从亚历山大港前往赫尔；共有8名船员在袭击中丧生。

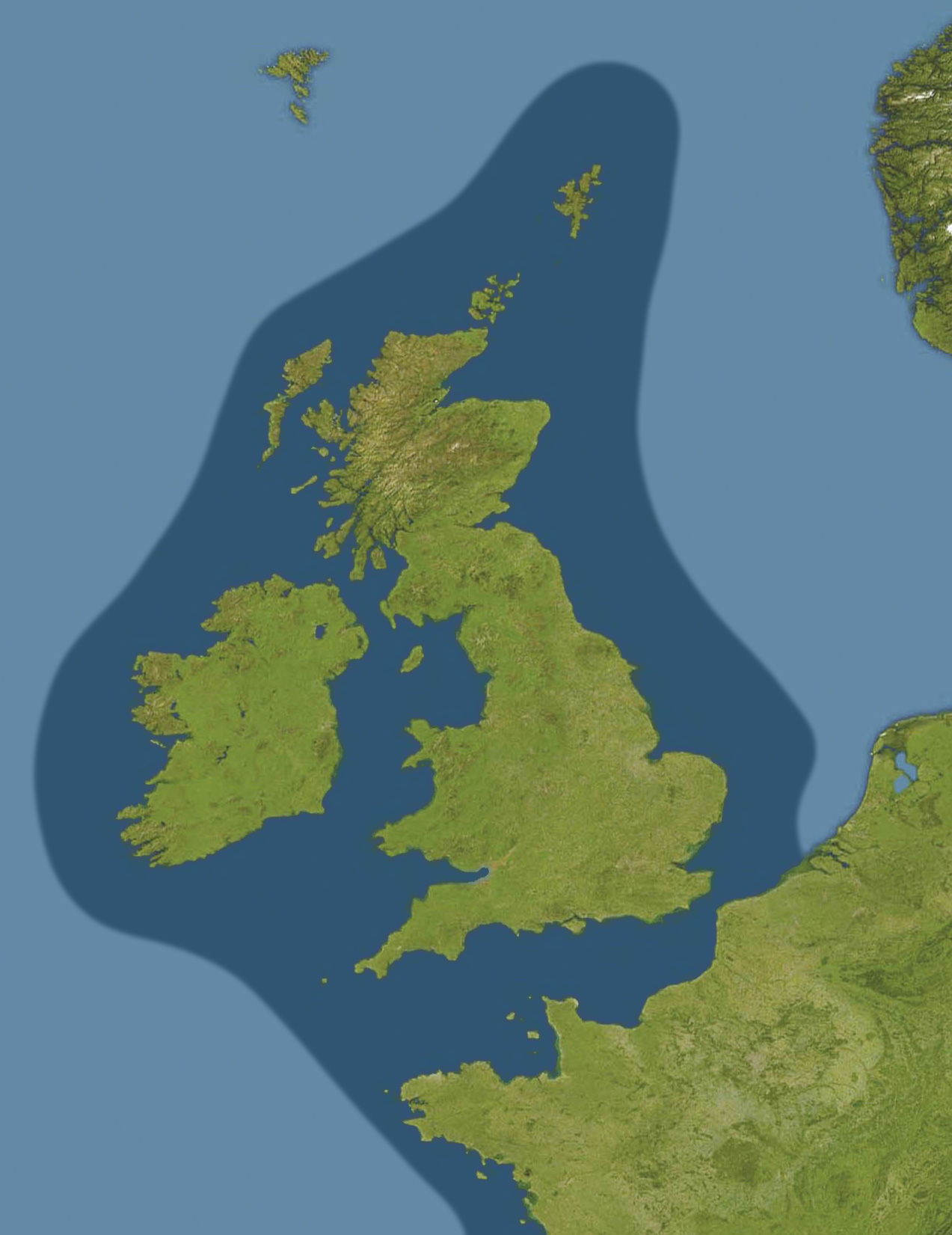
在潜艇战役中的德国战区

6月下旬，时任佛兰德区舰队司令的海军少校卡尔·巴滕巴赫利用UB-6号测试了一项理论，即英国人在多佛尔海峡设置的防潜网和水雷阵并非不可逾越。UB-6号于6月21日晚驶离泽布吕赫，前往布洛涅作一次往返航行。22日凌晨，该艇在海面上经行敦刻尔克、加来和灰鼻岬抵达布洛涅，但途中曾因被一艘英国驱逐舰发现而被迫紧急下潜。UB-6号在白天通过潜望镜观察布洛涅锚区附近的航运交通，至下午折返，并于当天晚些时候安全抵达泽布吕赫。另外三艘UB-I型潜艇：UB-2、UB-5和UB-10号紧随其后也展开穿越英吉利海峡的巡逻，但恶劣的天气和大雾阻碍了它们的行动，无一取得战功。尽管在这些进入英吉利海峡的突袭中没有船只被击沉，但通过成功完成航行，仍进一步证明了潜艇在多佛尔海峡抗衡英国反制措施的可行性。
7月12日，UB-6号在洛斯托夫特对开约18至23海里（33至43）的范围内巡逻时袭击了五艘英国平底渔船，其中四艘沉没。这四艘传统上使用赭红色风帆的平底渔船全数是被UB-6号的官兵截停、登船并使用炸药凿沉。两周后，UB-6号又在距奧德堡纳普斯浮标约4海里（7.4）处发射鱼雷击沉了注册吨位为406吨的英国轮船峡湾号（Firth）。另一艘平底渔船——57总吨的领先者号（Leader）则于8月11日被UB-6号击沉。
在德国U艇于1915年5月击沉冠达邮轮卢西塔尼亚号、以及8月（阿拉伯号事件）和9月发生的其他轰动性沉船事件后，当时仍然中立的美国政府要求保证美国人在非武装商船上的人身安全。作为回应，时任海军总参谋长的亨宁·冯·霍尔岑多夫上将于9月18日暂停了无限制潜艇战。霍尔岑多夫指示所有U艇撤离英吉利海峡和凯尔特海，并要求所有在北海的潜艇活动都必须严格遵照《捕获法则》进行。此举导致UB-6号直至五个月后才再度取得战功。
11月中旬，海军中尉恩斯特·福格特接替黑克尔成为UB-6号艇长；这是年仅25岁的福格特首次指挥U艇。在他的指挥下，UB-6号于1916年1月击沉了它的下一艘船舶：57总吨的平底渔船水晶号（Crystal）于27日在距索思沃尔德东南约25海里（46）处被装药炸沉。

## 第二轮潜艇攻势
至1916年初，英国对德国的封锁开始对德国及其进口贸易产生影响。皇家海军拦截并缴获的运往德国的货物数量超过了德国U艇在第一轮潜艇攻势中击沉的货物数量。为此，德意志帝国海军于2月29日开始对商船发动第二轮攻势。海军参谋本部所批准的最终基本规则是：在德国划定战区内的所有敌对舰船都将在不予警告的情况下被摧毁，战区外的敌船只有在武装的情况下才会被摧毁；并且为了避免激怒美国——无论是否身处战区，都不得攻击敌方客轮。
UB-6号在新攻势中的首次袭击发生于3月17日，当时它在诺德辛德灯船附近向瑞典轮船阿斯克号（Ask）发射了鱼雷。这艘载重1041总吨的货轮正运送木材从韦斯特维克驶往伦敦，但并未沉没。受损的船只也上没有人员伤亡的报告。两周后，另一艘瑞典船只则被击沉：当UB-6号于3月的最后一天发射鱼雷命中容积总吨为1115吨的霍兰迪亚号（Hollandia）时，它正锚泊在加洛珀灯船对开约0.25海里（0.46）处。霍兰迪亚号当时为空载状态，正在从鲁昂航行至鹿特丹的途中，被击沉时没有造成人员伤亡。
1916年4月，UB-6号艇长福格特调任至新入役的UB-23号，接替他的是曾先后指挥过UB-6号两艘姊妹艇UB-2号和UB-13号的海军中尉卡尔·诺伊曼。在U艇服役生涯中，诺伊曼击沉过逾10万吨的船舶，但在担任UB-6号艇长时只击沉了一艘船。同年7月，诺伊曼的职位被首度指挥U艇、时年26岁的海军中尉卡斯滕·冯·海德布雷克接替，他是福格特在IV/08期见习军官培训班的同学。
苏塞克斯事件发生后，公海舰队新任总司令、海军上将赖因哈德·舍尔于1916年4月底被迫叫停对商船的攻击，他于4月24日下令在海上的舰艇返航，不允许任何舰艇离开其港口。至4月30日，德皇威廉二世又部分撤销了该命令，并批准将潜艇用于军事目的。但与1915年8月的第一轮攻势结束一样，UB-6号在接下来的五个月内再也没有击沉任何船只。

## 伏击大舰队
舍尔上将于5月中旬制定了伏击部分英国大舰队的计划。公海舰队将突袭桑德兰，引诱英国舰队穿过“由潜艇和雷区组成的‘巢穴’”。为了支持这次行动，UB-6号与另外五艘佛兰德区舰队的潜艇于5月30－31日午夜出发，在洛斯托夫特以东约18海里（33）处组成一条船位线。这支部队将拦截并攻击从哈维奇出发的英国轻型部队，以防它们向北出击加入战斗。但对德国人而言不幸的是，英国海军部得到的情报显示潜艇已经离港，再加上没有袭击船只，这引起了英国人的怀疑。
公海舰队因自身的出击（已转向斯卡格拉克）而推迟了启程，驻扎在北方的几艘U艇也未能收到英国人推进的电码警告，这使得舍尔预期中的伏击成为了“彻底而令人失望的失败”。在UB-6号所处的部队中，只有UB-10号发现了哈维奇部队，而且它们离得太远，无法发动攻击。由于U艇未能在伏击战中摧毁任何英国主力舰，导致在5月31日－6月1日爆发的日德兰海战时，大舰队能够以满编姿态与数量上处于劣势的公海舰队交战。
8月下旬，德国人为英国舰队设置了另一次伏击，当时他们制定了公海舰队再度袭击桑德兰的计划（正如5月的最初意图）。德国舰队计划于8月18日当天晚些时候启程，并在次日上午炮击军事目标。与5月时一样，UB-6号是一支旨在攻击哈维奇部队的小组成员。作为佛兰德区舰队组成第二条船位线的五艘潜艇之一，UB-6号于8月20日上午被部署至泰瑟尔附近。再一次，英国情报部门对即将到来的攻击和埋伏发出了警告，使得大舰队于8月18日16:00出击，比公海舰队的开航早了5个小时。错误的情报导致舍尔首先从桑德兰改道，然后最终取消了整个行动。尽管在北部的U艇击沉了两艘英国轻巡洋舰，但UB-6号及其团队并未参与其中。
9月10日，UB-6号在默兹河灯船附近巡逻，用鱼雷击沉了容积总吨为400吨、运载杂货前往伦敦的挪威轮船林德伯格号（Lindborg）；没有造成人员伤亡。而当月23日在同一地区巡逻时，UB-6号又击沉了四艘比利时籍轻驳船。翌日，荷兰轮船巴达维尔二号作为战利品遭UB-6号扣押，并由一名押解船员驶回泽布吕赫。巴达维亚号是海德布雷克率UB-6号取得的最后一项战功；1917年1月，他被调任指挥新入役的布雷潜艇UC-63号。而另一位IV/08期见习军官培训班的成员——海军中尉奥斯卡·施特克尔贝格则接任UB-6号艇长。

## 无限制潜艇战

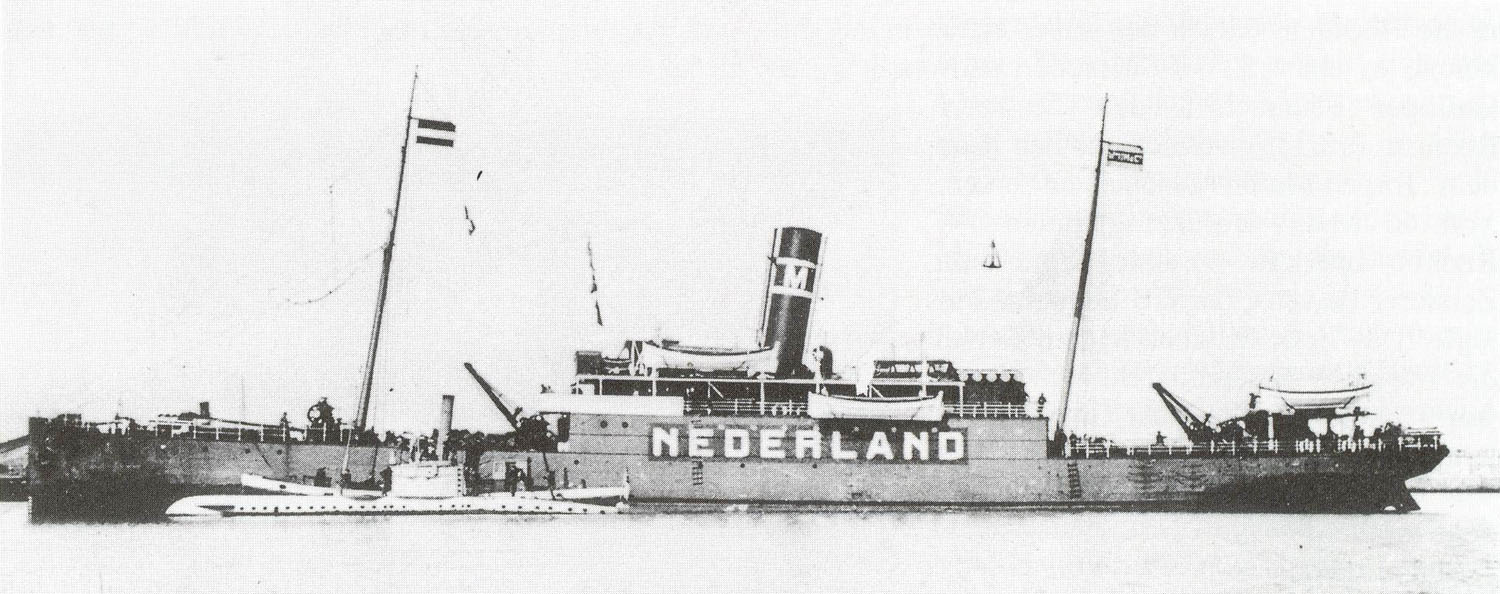
UB-6号在海勒富茨勒伊斯

英国对德国的封锁使中立国船只难以抵达德国港口，到1916－1917年的所谓“芜菁之冬”时，已经严重制约了德国的食品和燃料进口。其结果是婴儿死亡率上升，有多达70万人死于战争期间的饥荒或失温症。由于封锁造成了如此可怕的后果，德皇威廉二世亲自批准从1917年2月1日开始重启无限制潜艇战，以期迫使英国人媾和。新的交战规则明确规定不得让任何船只浮于水面。
3月10日，UB-6号离开泽布吕赫，前往默兹河灯船附近巡逻。两天后，施特克尔贝格犯下的一个导航错误致使UB-6号驶入荷兰领海，并在默兹河出海口搁浅。由于荷兰在战争期间保持中立，且UB-6号未能按照《国际法》要求在24小时内离开荷兰领海，故这艘潜艇及其船员被荷兰当局扣押。尽管德国提出抗议，但由于UB-6号的搁浅是人为错误而非遇险，荷兰拒绝释放这艘潜艇。UB-6号遂被带到海勒富茨勒伊斯拘留，至3月18日，UB-6号船员将其凿沉，这些船员则一直被关押至战争结束。战后，UB-6号的残骸被移交予法国，转运至布雷斯特，并于1921年7月拆解报废。

## 袭击历史摘要
| 日期          | 船名              | 船籍                 | 吨位           | 结局       |
| ------------- | ----------------- | -------------------- | -------------- | ---------- |
| 1915年5月1日  | 募兵号            | 英國皇家海軍         | 335            | 击沉       |
| 1915年6月1日  | 萨蒂赫号          | 英国                 | 3303           | 击沉       |
| 1915年7月12日 | 祖母绿号          | 英国                 | 57             | 击伤       |
| 1915年7月12日 | 梅林号            | 英国                 | 47             | 击沉       |
| 1915年7月12日 | 紫石楠号          | 英国                 | 42             | 击沉       |
| 1915年7月12日 | 婆婆纳号          | 英国                 | 38             | 击沉       |
| 1915年7月12日 | 忍冬号            | 英国                 | 29             | 击沉       |
| 1915年7月25日 | 峡湾号            | 英国                 | 406            | 击沉       |
| 1915年8月11日 | 领先者号          | 英国                 | 57             | 击沉       |
| 1916年1月27日 | 水晶号            | 英国                 | 57             | 击沉       |
| 1916年3月17日 | 阿斯克号          | 瑞典                 | 1041           | 击伤       |
| 1916年3月31日 | 霍兰迪亚号        | 瑞典                 | 1115           | 击沉       |
| 1916年6月23日 | 亚历山大·莫里斯号 | 比利时               | 70             | 击沉       |
| 1916年9月10日 | 林德伯格号        | 挪威                 | 400            | 击沉       |
| 1916年9月23日 | 热尔曼号          | 比利时               | 106            | 击沉       |
| 1916年9月23日 | 利希特弗雷德二号  | 比利时               | 69             | 击沉       |
| 1916年9月23日 | 玛利亚·达·扬号    | 比利时               | 98             | 击沉       |
| 1916年9月23日 | 罗莎莉号          | 比利时               | 129            | 击沉       |
| 1916年9月24日 | 巴达维尔二号      | 荷蘭                 | 1328           | 缴作战利品 |
|               |                   | 击沉： 击伤： 总计： | 7629 1098 8727 |            |

## 脚注
1. 1 2 3 4 5 6 7 8 9 10  Helgason, Guðmundur. . German and Austrian U-boats of World War I - Kaiserliche Marine - Uboat.net.   [2009-02-19].
2. 1 2  Tarrant，第172頁.
3. 1 2  . 美丽华船舶索引.   [2009-03-06].
4. ↑  Gröner 1991，第22-23頁.
5. 1 2  Gardiner，第180頁.
6. 1 2  Helgason, Guðmundur. . German and Austrian U-boats of World War I - Kaiserliche Marine - Uboat.net.   [2021-02-18].
7. 1 2  Helgason, Guðmundur. . German and Austrian U-boats of World War I - Kaiserliche Marine - Uboat.net.   [2021-02-18].
8. 1 2 3  Helgason, Guðmundur. . German and Austrian U-boats of World War I - Kaiserliche Marine - Uboat.net.   [2021-02-18].
9. 1 2 3  Helgason, Guðmundur. . German and Austrian U-boats of World War I - Kaiserliche Marine - Uboat.net.   [2021-02-18].
10. 1 2  Helgason, Guðmundur. . German and Austrian U-boats of World War I - Kaiserliche Marine - Uboat.net.   [2021-02-18].
11. 1 2 3  Miller，第46–47頁.
12. ↑  Karau，第48頁.
13. 1 2 3  陈进，第45頁.
14. ↑  Miller，第458頁.
15. ↑  Williamson，第12頁.
16. ↑  Messimer，第7頁.
17. 1 2  Karau，第49頁.
18. ↑  Rössler，第59–62, 264頁.
19. ↑  Helgason, Guðmundur. . German and Austrian U-boats of World War I - Kaiserliche Marine - Uboat.net.   [2009-03-04].
20. ↑  Tarrant，第14頁.
21. 1 2  Karau，第50頁.
22. 1 2  Gibson & Prendergast，第39頁.
23. ↑  Helgason, Guðmundur. . German and Austrian U-boats of World War I - Kaiserliche Marine - Uboat.net.   [2009-03-06].
24. ↑  Helgason, Guðmundur. . German and Austrian U-boats of World War I - Kaiserliche Marine - Uboat.net.   [2009-03-06].
25. 1 2 3  Karau，第51頁.
26. ↑  Gibson & Prendergast，第50頁.
27. 1 2 3 4 5  Helgason, Guðmundur. . German and Austrian U-boats of World War I - Kaiserliche Marine - Uboat.net.   [2009-03-06].
28. ↑  Helgason, Guðmundur. . German and Austrian U-boats of World War I - Kaiserliche Marine - Uboat.net., Helgason, Guðmundur. . German and Austrian U-boats of World War I - Kaiserliche Marine - Uboat.net., Helgason, Guðmundur. . German and Austrian U-boats of World War I - Kaiserliche Marine - Uboat.net., Helgason, Guðmundur. . German and Austrian U-boats of World War I - Kaiserliche Marine - Uboat.net., Helgason, Guðmundur. . German and Austrian U-boats of World War I - Kaiserliche Marine - Uboat.net. Retrieved on 2009-03-06.
29. ↑  Penwith District Council. . Penzance: Penwith District Council. 2009  [2009-03-04]. （原始内容存档于2007-05-27）.
30. 1 2 3  . World War 1 at Sea. 2009-01-09  [2009-03-06]. （原始内容存档于2021-06-12）. The information on the website is extracted from . His Majesty's Stationery Office. 1919.
31. ↑  Helgason, Guðmundur. . German and Austrian U-boats of World War I - Kaiserliche Marine - Uboat.net.   [2009-03-06].
32. ↑  Helgason, Guðmundur. . German and Austrian U-boats of World War I - Kaiserliche Marine - Uboat.net.   [2009-03-06].
33. ↑  Tarrant，第21–22頁.
34. 1 2  Helgason, Guðmundur. . German and Austrian U-boats of World War I - Kaiserliche Marine - Uboat.net.   [2009-03-06].
35. ↑  Helgason, Guðmundur. . German and Austrian U-boats of World War I - Kaiserliche Marine - Uboat.net.   [2021-02-16].
36. ↑  Tarrant，第25頁.
37. 1 2  Tarrant，第26頁.
38. ↑  Helgason, Guðmundur. . German and Austrian U-boats of World War I - Kaiserliche Marine - Uboat.net.   [2021-02-16].
39. ↑  Helgason, Guðmundur. . German and Austrian U-boats of World War I - Kaiserliche Marine - Uboat.net.   [2021-02-16].
40. ↑  Helgason, Guðmundur. . German and Austrian U-boats of World War I - Kaiserliche Marine - Uboat.net.   [2009-03-04].
41. ↑  Tarrant，第30頁.
42. ↑  Gibson & Prendergast，第39,50,57,89,97頁.
43. 1 2 3  Gibson & Prendergast，第97頁.
44. 1 2 3 4 5 6  Tarrant，第32頁.
45. ↑  Tarrant，第32–33頁.
46. 1 2 3  Tarrant，第33頁.
47. ↑  . HistoryOfWar.org.   [2021-09-02]. （原始内容存档于2021-09-02）.
48. ↑  Helgason, Guðmundur. . German and Austrian U-boats of World War I - Kaiserliche Marine - Uboat.net.   [2021-09-28].
49. ↑  Helgason, Guðmundur. . German and Austrian U-boats of World War I - Kaiserliche Marine - Uboat.net.   [2009-03-06].
50. ↑  Helgason, Guðmundur. . German and Austrian U-boats of World War I - Kaiserliche Marine - Uboat.net., Helgason, Guðmundur. . German and Austrian U-boats of World War I - Kaiserliche Marine - Uboat.net., Helgason, Guðmundur. . German and Austrian U-boats of World War I - Kaiserliche Marine - Uboat.net., Helgason, Guðmundur. . German and Austrian U-boats of World War I - Kaiserliche Marine - Uboat.net. Retrieved on 2009-03-06.
51. ↑  Helgason, Guðmundur. . German and Austrian U-boats of World War I - Kaiserliche Marine - Uboat.net.   [2009-03-09].
52. ↑  . 美丽华船舶索引.   [2009-03-06].
53. ↑  Helgason, Guðmundur. . German and Austrian U-boats of World War I - Kaiserliche Marine - Uboat.net.   [2009-03-06].
54. ↑  Tarrant，第44–45頁.
55. ↑  Tarrant，第45頁.
56. ↑  Tarrant，第45–46頁.
57. ↑  Tarrant，第46頁.
58. ↑  Messimer，第130頁.
59. ↑  Messimer，第132頁.